# Croitana croites
Croitana croites là một loài bướm ngày thuộc họ Hesperiidae. Nó là loài đặc hữu của miền tây plateau and the north-west and south-west bờ biển của Tây Úc.
Sải cánh dài khoảng 25 mm.
Ấu trùng ăn Austrostipa elegantissima, Austrostipa platychaeta and Austrostipa flavescens. They construct a shelter made from rolled leaves of its host plant ở đó nó rests during the day. Pupation takes place in this shelter.

## Hình ảnh

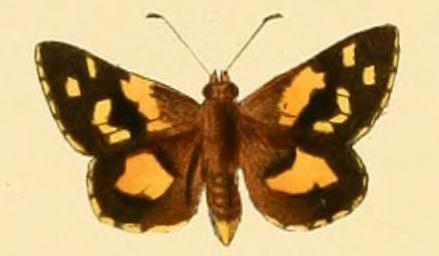
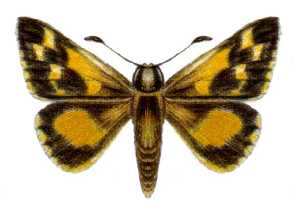